# Mikołaj Gabriel Fredro
Mikołaj Gabriel Fredro herbu Bończa (ur. 1595 – zm. 1631) – polski duchowny katolicki, bernardyn, biskup bakowski.
Syn wojskiego przemyskiego Andrzeja.
W 1612 wstąpił do bernardynów w Tarnowie. Pracował w Skępem, pełnił też obowiązki gwardiana w Samborze. Na biskupstwo bakowskie Mianowany przez króla Zygmunta III. Papież Urban VIII prekonizował go w 1627. Konsekrowany biskupem 26 sierpnia 1627. Rezydował w Polsce. Przeprowadził wizytację parafii w 1629 r. 